# ロマーノチーズ

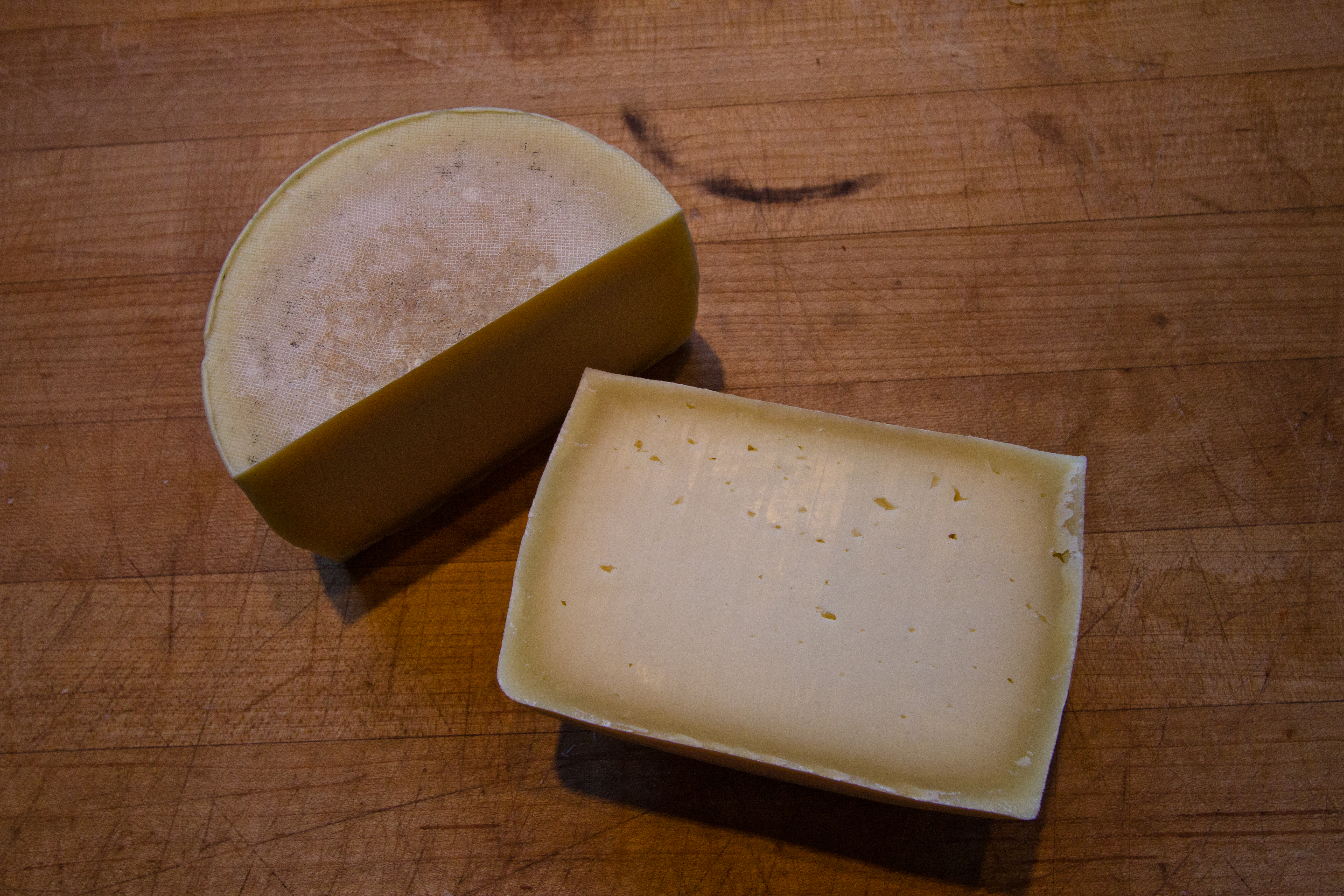
ロマーノチーズ

ロマーノチーズ（英語：Romano cheese イタリア語：formaggio romano）は、超硬質チーズのひとつ。塩分が多く、くせのある味が特徴。半年から1年にわたり熟成させるため非常に硬く、粉末状に削って料理にふりかけて食べる。
本来は羊または山羊の乳を原料とし、約2000年前からラツィオ州のローマ近郊でつくられていた。羊乳のロマーノチーズをペコリーノ・ロマーノ（イタリア語：pecorino romano）、山羊乳のロマーノチーズをカプリーノ・ロマーノ（caprino romano）と呼ぶ。イタリア最古のチーズの一つである。
現在では量産品のロマーノチーズには牛乳を使用することが多く、ヴァッキーノ・ロマーノ（vacchino romano）と呼ばれる。牛乳製のロマーノチーズは羊乳や山羊乳のロマーノチーズに比べてくせがない。アメリカ合衆国で作られているロマーノチーズのほとんどは牛乳を原料としているか、牛乳と羊乳または山羊乳を混合したものを原料としている。
ロマーノチーズは、カードを型に入れてからすぐに乳精を絞るという特別な製法で作られる。そしてチーズに塩を加える前に、表面に軽く穴を開ける。消費する前に少なくとも5ヶ月は熟成させるべきである。ロマーノチーズの脂肪分は27%であり、水分は32%である。